# TMZ
TMZ es un sitio web estadounidense dedicado a las noticias sobre celebridades. Surgió en diciembre de 2005 a partir de la colaboración entre AOL y Telepictures Productions, ambas compañías propiedad de Time Warner. Según Quantcast.com, llega a más de cuatro millones de lectores mensualmente. Su redactor jefe es Harvey Levin, un abogado dedicado al periodismo que tuvo sus inicios como experto legal en el canal KCBS-TV.
Las letras TMZ significan thirty-mile zone ('zona de 30 millas'), en referencia al «área de estudio» de 48,3 km a la redonda, ubicada en la intersección de los bulevares West Beverly y North La Cienega en Los Ángeles, California. Una de las características de TMZ.com es que no ofrece pagos para obtener entrevistas o noticias exclusivas, sino que investiga y examina con precisión, según palabras de Levin. Una serie de televisión hermana, llamada TMZ on TV, debutó el 10 de septiembre de 2007 en Estados Unidos.

## Coberturas notables

### Primeros golpes noticiosos

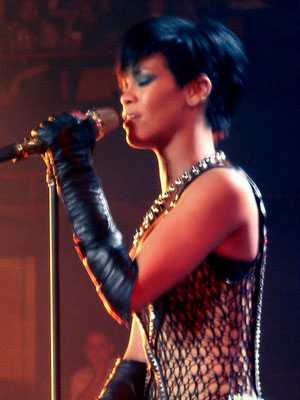
TMZ.com fue el primero en publicar la fotografía policial, considerada como prueba, de la cantante Rihanna después de un altercado con su novio en ese entonces Chris Brown en febrero de 2009.

El 28 de julio de 2006, TMZ.com fue el primero en reportar que el actor Mel Gibson había sido arrestado por conducir bajo los efectos del alcohol. Poco tiempo después, TMZ divulgó detalles exclusivos sobre el caso, incluyendo regsi. TMZ dijo que los documentos que publicaron provenían del reporte original de ocho páginas redactado por el oficial que arrestó a Gibson, supuestamente antes de recibir la orden de sus superiores, para omitir los infames detalles sobre los presuntos comentarios antisemitas emitidos por Gibson.
El 7 de noviembre de 2006, TMZ.com fue el primero en informar que la cantante Britney Spears había solicitado el divorcio a su entonces esposo Kevin Federline.
El 3 de mayo de 2007, TMZ obtuvo documentos exclusivos que confirmaron que Paris Hilton sería sentenciada a 45 días de prisión por conducir con una licencia suspendida después de perder su permiso por conducir bajo los efectos del alcohol cuatro meses antes.
El 22 de febrero de 2009, TMZ publicó una fotografía de la cantante Rihanna después de ser golpeada por su novio de ese entonces, Chris Brown. Poco después de la publicación de la fotografía, el Departamento de Policía de Los Ángeles anunció que estaba investigando la filtración o posible venta de la foto de Rihanna con un rostro con hematomas después que TMZ las publicara, debido a que la foto había sido tomada como una prueba del caso. TMZ dijo que obtuvo la foto legalmente, mas no dio detalles de cómo la obtuvo. A raíz de la publicación de la foto, en mayo de ese mismo año se creó la denominada «Ley Rihanna» o «STOParazzi», que tiene como objetivo evitar la explotación de la víctima.
El 24 de febrero de 2009, TMZ.com fue el primero en divulgar la historia de cómo el banco Northern Trust de Chicago había recibido $1,6 millones en dinero de rescate federal, para luego gastar millones de dólares en fastuosas fiestas y conciertos de artistas como Sheryl Crow, Chicago y Earth, Wind & Fire, y regalos de la tienda Tiffany's. Poco tiempo después, el congresista estadounidense Barney Frank exigió que Northern Trust repusiera el dinero que recibió. El director ejecutivo de Northern Trust, Frederick Waddell, envió una carta a los miembros del House Financial Services Committee, declarando que el banco devolvería el dinero tan pronto como fuese posible.

### Muertes de celebridades
A las 13:30 (hora de California) del 25 de junio de 2009, TMZ fue el primer medio en anunciar que el músico estadounidense Michael Jackson había sufrido un paro cardíaco. Una hora después, a las 2:44, reportó que el cantante había muerto 16 minutos antes. En este contexto, el diario británico The Guardian afirmó que TMZ.com tuvo la primicia de la década.
El 20 de diciembre de 2009, a la 13:37, TMZ fue nuevamente el primero en informar el fallecimiento de Brittany Murphy por un paro cardiaco. Días más tarde, TMZ dio otra primicia: los medicamentos encontrados en la casa de la actriz al momento de su muerte. Esta información habría salido de la oficina forense del Condado de Los Ángeles, la cual quedó bajo escrutinio por filtrar datos confidenciales sobre la muerte de Michael Jackson, Ryan Dunn (integrante de Jackass) y Brittany Murphy. También se declaró la muerte de Sage Stallone, hijo de Sylvester Stallone, víctima de un ataque al corazón.
El 30 de noviembre de 2013, a la 17:50, TMZ golpeó con la noticia del fallecimiento del actor estadounidense Paul Walker, quien pereció momentos antes en un accidente automovilístico en Santa Clarita, California.
El 21 de abril de 2016, TMZ fue el primero en informar la muerte del músico estadounidense Prince, quien fue encontrado en su complejo Paisley Park Studios de Minneapolis, Minnesota.
El 12 de noviembre de 2018, TMZ fue el primero en informar sobre la muerte del escritor estadounidense Stan Lee a los 95 años de edad.
El 12 de diciembre de 2019, TMZ confirmó el fallecimiento del rapero Juice Wrld, a la edad de 21 años a causa de una convulsion
en el Aeropuerto Internacional Midway de Chicago
El 26 de enero de 2020, TMZ fue el primero en informar la muerte de la exestrella de la NBA, Kobe Bryant, en un accidente aéreo.